# Rain of a Thousand Flames
Rain of a Thousand Flames je čtvrté studiové album italské symphonic powermetalové skupiny Rhapsody of Fire, vydané v roce 2001. Je součástí tzv. Legendy o smaragdovém meči (Emerald Sword Saga).

## Seznam skladeb
1. "Rain of a Thousand Flames" – 3:43
2. "Deadly Omen" – 1:48
3. "Queen of the Dark Horizons" – 13:42
4. "Tears of a Dying Angel" – 6:22
5. "Elnor's Magic Valley" – 1:40
6. "The Poem's Evil Page" – 4:04
7. "The Wizard's Last Rhymes" – 10:37

## Zajímavosti
Skladba The Wizard's Last Rhymes je inspirována Novosvětskou symfonií Antonína Dvořáka.